# Acido eritorbico
L'acido eritorbico, o acido isoascorbico, è diastereoisomero della vitamina C. È utilizzato in campo alimentare come conservante e con tale caratteristica è conosciuto con la sigla E 315 o nel suo sale sodico come E 316. L'acido eritorbico ha le stesse caratteristiche antiossidanti della vitamina C, mentre l'attività vitaminica è solo il 5% della vitamina C.
È sintetizzato mediante una reazione tra metil 2-cheto-d-gluconato e metossido di sodio. Può anche essere sintetizzato dal saccarosio o da ceppi di Penicillium che sono stati selezionati per questa funzione. È indicato anche come E315 ed è ampiamente usato come antiossidante negli alimenti.
Sono stati condotti studi clinici per studiare aspetti del valore nutrizionale dell'acido eritorbico. Uno di questi studi ha studiato gli effetti dell'acido eritorbico sul metabolismo della vitamina C nelle giovani donne; non è stato riscontrato alcun effetto sull'assorbimento di vitamina C o sulla clearance dall'organismo. Uno studio successivo ha scoperto che l'acido eritorbico è un potente potenziatore dell'assorbimento del ferro non eme.
Da quando la Food and Drug Administration degli Stati Uniti ha vietato l'uso di solfiti come conservanti negli alimenti destinati ad essere consumati freschi (come gli ingredienti delle insalate), l'uso dell'acido eritorbico come conservante alimentare è aumentato.
È anche usato come conservante in salumi e verdure surgelate.
Fu sintetizzato per la prima volta nel 1933 dai chimici tedeschi Kurt Maurer e Bruno Schiedt.